# Malaxis chamaeorchis
Malaxis chamaeorchis är en orkidéart som först beskrevs av Rudolf Schlechter, och fick sitt nu gällande namn av Gunnar Seidenfaden. Malaxis chamaeorchis ingår i släktet knottblomstersläktet, och familjen orkidéer. Inga underarter finns listade i Catalogue of Life.